# 五辻忠子
五辻 忠子（いつつじ ちゅうし/ただこ、文永5年（1268年） - 元応元年11月15日（1319年12月27日））は、鎌倉時代の貴族。後宇多天皇の後宮、女院。後醍醐天皇の母。参議五辻忠継の娘で、母は皇后宮亮平高輔の娘。花山院師継の養女。院号は談天門院。

## 生涯
父五辻忠継は忠子が生まれた文永5年（1268年）に出家している。内大臣花山院師継の養女として後宇多天皇の後宮に入り、弘安9年（1286年）奨子内親王（達智門院）を産み、さらに尊治親王（のちの後醍醐天皇）、性円法親王、承覚法親王をもうける。その後、舅である亀山院の寵愛を受け、永仁6年（1298年）7月21日、亀山院の沙汰により従三位となる。正安3年（1301年）7月20日 准三宮。嘉元3年（1305年）9月、亀山院の崩御により出家し、法名を蓮花智とした。当時大覚寺統の嫡系は西華門院所生の後二条天皇およびその皇子邦良親王とされていたが、延慶元年（1308年）後二条天皇が崩御し、若年の邦良親王に代わり中継ぎとして忠子所生の尊治親王が皇太子となった。尊治親王は文保2年（1318年）に即位し（後醍醐天皇）、忠子は同年4月12日に院号宣下を受け、談天門院と号した。翌元応元年（1319年）11月15日、52歳で薨去。